# Heroin Chic
Heroin Chic war ein auf eine spezielle Körperform zentrierter Look, der Anfang der 1990er Jahre populär wurde und durch blasse Haut, dunkle Augenringe, ausgemergelte Gesichtszüge, Androgynität und strähniges Haar gekennzeichnet war – alles Merkmale, die mit dem Missbrauch von Heroin oder anderen Drogen in Verbindung gebracht wurden. Das amerikanische Supermodel Gia Carangi gilt als Urheberin des Trends.   Der Heroin Chic war teilweise eine Reaktion auf den „gesunden“ und lebendigen Look führender Models der 1980er Jahre wie Cindy Crawford, Elle Macpherson und Claudia Schiffer. Ein Artikel in der Los Angeles Times aus dem Jahr 1996 stellte fest, dass die Modeindustrie „eine nihilistische Vision von Schönheit“ habe, die die Drogenabhängigkeit widerspiegele. 

## Geschichte
In der Zeit, in der der Heroin Chic aufkam, veränderte sich das populäre Bild von Heroin aus mehreren Gründen. Der Preis für Heroin war gesunken und seine Reinheit dramatisch gestiegen. In den 1980er Jahren hatte die AIDS-Epidemie das Injizieren von Heroin mit unsauberen Nadeln immer riskanter gemacht. Das verfügbare Heroin war reiner geworden, und das Schnupfen wurde zu einer häufigeren Form des Heroinkonsums. Diese Änderungen verringerten das Stigma, das die Droge umgibt, und ermöglichten es Heroin, einen neuen Markt unter der Mittelschicht und den Reichen zu finden, im Gegensatz zu seiner früheren Basis der Armen und Ausgegrenzten.

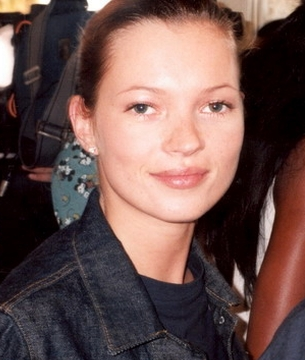
Kate Moss (2005)

Gia Carangi, die manche das „erste Supermodel“ nennen, gilt als Ursprung des Heroin-Chic-Trends. Heroin infiltrierte die Popkultur durch Aufmerksamkeit, die Anfang der 1990er Jahre auf Sucht gelenkt wurde. Im Filmbereich fiel der Heroin-Chic-Trend in den 1990er Jahren mit einer Reihe von Filmen zusammen – wie Jim Carroll – In den Straßen von New York, Singles, Trainspotting, Kids, Permanent Midnight und Pulp Fiction – die sich mit dem Heroinkonsum und der Drogenkultur befassten.
Dieser sorglose, abgemagerte Look war 1993 die Grundlage der Werbekampagne von Calvin Klein für sein Parfum Obsession feat. Kate Moss, die ihrerseits als wichtige Repräsentantin des Looks gilt. Der Filmregisseur und Schauspieler Vincent Gallo trug durch seine Calvin-Klein-Modeaufnahmen zur Entwicklung des Heroin Chic bei.
Der Trend verblasste schließlich, teilweise aufgrund des heroinbedingten Todes des Modefotografen Davide Sorrenti im Jahr 1997. Die Journalistin Amy Spindler beschrieb Sorrentis Tod als „wie eine kleine Bombe, die hochgeht“, wodurch die öffentliche Leugnung des Heroinkonsums in der Modewelt ausgelöscht wurde. Der Begriff Heroin Chic selbst wurde von Redakteurin Ingrid Sischy geprägt, die kommentierte: „Das ist Heroin, das ist nicht schick. Das muss aufhören, dieser Heroin Chic.“ Nach seinem Tod führte Sorrentis Mutter Francesca Sorrenti eine öffentliche Kampagne gegen den Konsum von Heroin in der Mode, woraufhin die Förderung des Heroin Chic nachließ. 1999 bezeichnete die Vogue das brasilianische Supermodel Gisele Bündchen als „die Rückkehr des sexy Models“; die Ära des Heroin Chic war zu Ende.
2022 wird in den Medien eine kontroverse Diskussion darüber geführt, ob der Heroin Chic wieder zurück ist.